# Monpantier
Monpantier (en italien Mompantero, en piémontais Mompantè) est une commune italienne de la ville métropolitaine de Turin, dans le Piémont.

## Administration
| Période                                  | Période  | Identité    | Étiquette    | Qualité |
| ---------------------------------------- | -------- | ----------- | ------------ | ------- |
| 30 mai 2006                              | En cours | Piera Favro | Lista Civica |         |
| Les données manquantes sont à compléter. |          |             |              |         |

### Hameaux
Urbiano, Seghino, Pietrastretta, Grangia, Marzano, San Giuseppe, Trinità.

### Communes limitrophes
Oulx, Novalaise, Vénaux, Bussolin, Jaillons, Suse.

### Évolution démographique
Habitants recensés